# Josef Kaizl
Josef Kaizl, född 10 juni 1854 i Volyně, Böhmen, död 19 augusti 1901 i Myslkovice, var en tjeckisk nationalekonom och politiker.

## Biografi
Kaizl blev 1879 docent och 1883 professor i nationalekonomi vid Karlsuniversitetet i Prag. Han invaldes 1885 i österrikiska deputeradekammaren och 1895 i böhmiska lantdagen samt intog länge en ledande ställning bland de tjeckiska deputeradena, vilka han försökte vinna för en för båda parterna antaglig uppgörelse med tyskarna. 
Som moderat ungtjeck inträdde Kaizl i mars 1898 som finansminister i greve Franz von Thun und Hohensteins ministär, där han särskilt vid förhandlingarna om uppgörelse med Ungern spelade en mycket betydande roll. Han avgick med Thun den 2 oktober 1899, återtog då sin professur och blev ånyo en av ungtjeckernas främsta parlamentariska ledare. Som praktisk statsfinansman och nationalekonomisk författare vann han stort anseende. Han utgav bland annat en tjeckisk lärobok i nationalekonomi (1883) och en handbok i finansvetenskap (1889), vilken från tjeckiska översattes till tyska av A. Körner (två band, 1900–01).